# Systropha ruficornis
Systropha ruficornis is een vliesvleugelig insect uit de familie Halictidae. De wetenschappelijke naam van de soort is voor het eerst geldig gepubliceerd in 1880 door Morawitz.